# Fungiacyathus pusillus
Fungiacyathus pusillus är en korallart. Fungiacyathus pusillus ingår i släktet Fungiacyathus och familjen Fungiacyathidae.

## Underarter
Arten delas in i följande underarter:
- F. p. pacificus
- F. p. pusillus